# Renzo Roemeratoe
Renzo Roemeratoe (Oost-Souburg, 26 november 1994) is een Nederlands voetballer die doorgaans speelt als rechtsback. In juli 2025 verruilde hij VV GOES voor Zeelandia Middelburg. Hij is een broer van voetballer Godfried Roemeratoe.

## Clubcarrière
Roemeratoe begon met voetballen bij RCS in Oost-Souburg. In 2011 kwam hij via de JVOZ (Jeugd Voetbal Opleiding in Zeeland) terecht in de jeugdopleiding van Sparta Rotterdam. In de periode van 2012 tot 2015 kwam hij voornamelijk uit voor Jong Sparta. Roemeratoe kwam tot één wedstrijd in het betaald voetbal. In de Eerste divisie-wedstrijd van 22 november 2013 tegen Helmond Sport, die met 5–1 gewonnen werd, mocht hij van coach Adrie Bogers in de 87e minuut invallen voor Pieter Nys.
In 2015 verkaste Roemeratoe naar hoofdklasser HSV Hoek, nadat zijn contract bij Sparta niet werd verlengd. Een jaar later, in 2016, werd VC Vlissingen zijn nieuwe club. Met Vlissingen degradeerde hij in 2019 naar de Eerste klasse. In juli 2020 tekende Roemeratoe een verbintenis bij het in de Derde Divisie uitkomende VV GOES. Na vijf seizoenen verkaste de verdediger naar Zeelandia Middelburg.